# Tanjung Pinang I
Tanjung Pinang I is een bestuurslaag in het regentschap Ogan Ilir van de provincie Zuid-Sumatra, Indonesië. Tanjung Pinang I telt 2338 inwoners (volkstelling 2010).